# José Marchena
José Marchena Ruiz de Cueto, mais conhecido como Abbè Marchena, (Utrera, 18 de novembro de 1768 – Madrid, 1821) foi um jornalista, poeta, humanista, crítico literário, tradutor e revolucionário espanhol.